# اسپاراگالخو
اسپاراگالخو (به اسپانیایی: Esparragalejo) یک شهرستان در اسپانیا است که در استان باداخس واقع شده‌است.

## خصوصیات
اسپاراگالخو ۱۷ کیلومترمربع مساحت و ۱٬۵۲۶ نفر جمعیت دارد و ۲۳۱ متر بالاتر از سطح دریا واقع شده‌است.